# Rimini
Rimini é uma comuna italiana da região da Emília-Romanha, província de Rimini, com cerca de 136.000 habitantes. Estende-se por uma área de 134 km², tendo uma densidade populacional de 1013 hab/km². Faz fronteira com Bellaria-Igea Marina, Coriano, Riccione, San Mauro Pascoli (FC), Santarcangelo di Romagna, Verucchio.
Está localizada no Mar Adriático, entre os rios Marecchia (antigo Ariminus) e Ausa (Aprusa). Navegação costeira e pesca são indústrias tradicionais e, ao lado de Riccione, é provavelmente o mais famoso local de visitas beira-mar da Emília-Romanha, entre os italianos.
A temperatura média do mês de janeiro é de +4,1 graus, a do mês de julho é de + 24,4 graus.

## História Antiga

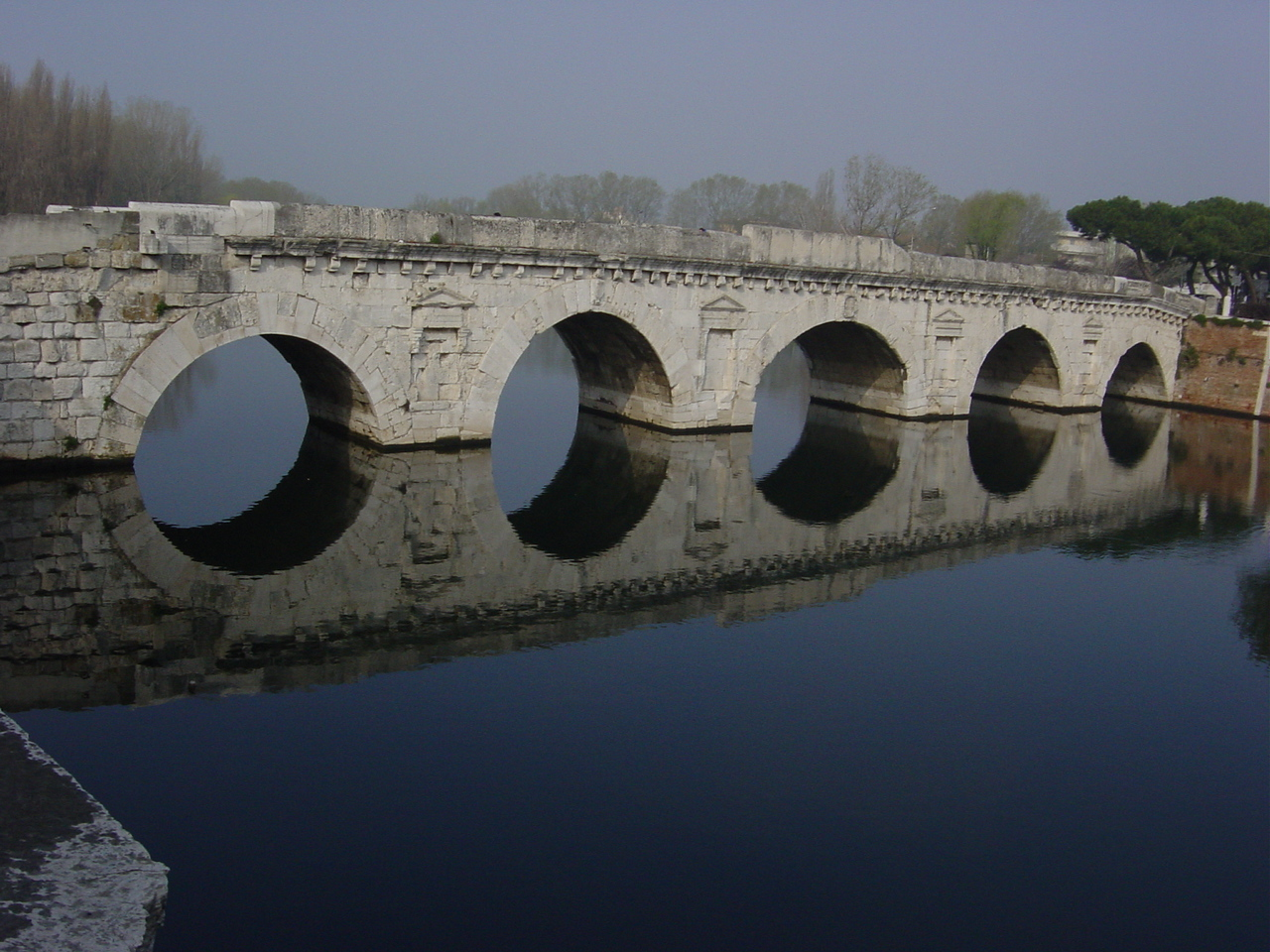
Ponte de Tibério.

Em 268 a.C., na foz do rio Arímino, numa área que havia sido anteriormente habitada pelos etruscos, os úmbrios, os gregos e os gauleses, a República Romana fundou a colônia de Arímino, provavelmente por causa do nome do rio próximo, Arimino (hoje, rio Marecchia). A cidade era tida como um bastião contra os gauleses invasores e também como uma ponta-de-lança para conquistar a planície de Padana. Rimini estava numa junção de estradas conectando a Itália central (Via Flamínia) e o norte da Itália (Via Emília, que levava à Placência e à Via Popília) e ela também permitia o comércio fluvial e marítimo.
No século VI a.C., ela foi tomada pelos gauleses. Após a derrota final deles em 283 a.C., ela retornou para os úmbrios e se tornou, em 263 a.C., uma colônia latina muito útil para os romanos durante a última das guerras gálicas.
A cidade foi envolvida nas guerras civis, mas permaneceu fiel ao partido popular e seus líderes, primeiro Mário e depois Júlio César. Após ter cruzado o Rubicão, este fez seu lendário apelo às legiões no fórum de Rimini.
A cidade atraiu a atenção de diversos imperadores romanos, incluindo Augusto, que fez muito pela cidade, e Adriano em particular. Este grandioso período em sua história foi personificado pela construção de prestigiosos monumentos como o Arco de Augusto, a ponte de Tibério, o anfiteatro.
A crise no mundo romano foi marcada pela destruição causada pelas invasões e pelas guerras, mas também pelo testumunho de palácios de oficiais do império e as primeiras igrejas, o símbolo da difusão do Cristianismo, que realizou o importante Concílio de Rimini na cidade em 359 d.C..

## Demografia
| Variação demográfica do município entre 1861 e 2011                               |
|                                                                                   |
| Fonte: Istituto Nazionale di Statistica (ISTAT) - Elaboração gráfica da Wikipedia |